# GH娛樂
GH Entertainment（韓語：GH엔터테인먼트，又稱GH娛樂)，是韩国的一家艺人經紀公司，旗下演員有白承憲、金亨民，歌手有Soya、B.I.G、3YE 。

## 旗下演員
- 白承憲
- 金亨民
- 鄭容熙
- 崔赫珠
- 尹正燮
- 金炯民
- 林度允
- 李相美（女團Tint成員出身）

## 旗下歌手團體
- Soya
- B.I.G
- 3YE
- 黃慧英
- 777 (Triple Seven)

## 過去旗下藝人

### 已離開之演員
- 夏希羅
- 崔秀宗
- 李亨哲
- 申智秀
- 全盧民
- 李仁
- 姜成雅
- 崔明彬

### 已解散團體
- Tint（2015年解散）

### 已離開之藝人
- 慎胤祖 - 女團Hello Venus成員出身
- 許有廷 - 女團Bob Girls成員出身
- Sandy、HyunMin - 女團Apple.B成員出身

### 已離開之練習生
- 金娜賢（92年生，FNC娛樂出身）
- 朴承英（YouTube上的朴承英頻道）